# Матильдув (Плоцький повіт)
Матильдув (пол. Matyldów) — село в Польщі, у гміні Лонцьк Плоцького повіту Мазовецького воєводства.
Населення — 146 осіб (2011).
У 1975-1998 роках село належало до Плоцького воєводства.

## Демографія
Демографічна структура станом на 31 березня 2011 року:
|          | Загалом | Допрацездатний вік | Працездатний вік | Постпрацездатний вік |
| -------- | ------- | ------------------ | ---------------- | -------------------- |
| Чоловіки | 73      | 12                 | 55               | 6                    |
| Жінки    | 73      | 17                 | 38               | 18                   |
| Разом    | 146     | 29                 | 93               | 24                   |